# برينغين أون ذا هارتبريك
«برينغين أون ذا هارتبريك» (بالإنجليزية: Bringin' On the Heartbreak)‏ هي أغنية بالاد لفرقة الهارد روك البريطانية ديف ليبارد وهي الأغنية المنفردة الثانية من ألبومها الثاني هاي 'ن' دراي. كتب الأغنية ثلاثة من أعضاء الفرقة: ستيف كلارك، وبيت ويليس، وجو إليوت. في 2002، أُصدرت أغنية مقلدة من قِبل مغنية الريذم أند بلوز/البوب الأمريكية ماريا كاري لألبومها تشارمبريسليت. كانت العديد من المراجعات النقدية للأغنية المقلدة إيجابية، وكذلك كانت ردة فعل مغني الفرقة، جو إليوت.

## نسخ ديف ليبارد
سجلت ديف ليبارد الأغنية لألبومها الثاني هاي 'ن' دراي. كان عنوانها العملي «أ سيرتين هارتئيك» (بالإنجليزية: A Certain Heartache)‏، وكانت الأغنية (بالإضافة لأخريات من الألبوم) من إنتاج روبرت جون "مات" لانج. قال لانج أنه ظن أن الفرقة كانت تنوي جعل مقطع الأغنية «رناناً» و«وشيئاً شبيهاً بـ»ستيرواي تو هيفن «؛ ستيف [كلارك] معجب بذلك الرنين الغيتاري الطويل والمشحون». قال كليف برنستاين، مدير ديف ليبارد وممثل أيه آند آر لميركوري ريكوردز، لاحقاً أن بيت ويليس كان يشعر بالإحراج من عزف الأغنية له لكونها بالاد. ظن برنستاين في البداية أنها الأغنية لم تكن لتصبح أغنية ناجحة إلا لو سجلتها فنانة مثل بوني تايلور.
أُصدر هاي 'ن' دراي في الولايات المتحدة في صيف 1981. أُصدرت «برينغين أون ذا هارتبريك» تجارياً في الولايات المتحدة في 13 نوفمبر، من إدراج «مي آند ماي واين» (أغنية ليست من ضمن الألبوم) و«يو غات مي رانين» كأغنتي الوجه ب. لو تظهر الأغنية على اللوائح الأمريكية، لكن أغنيتها المصورة قد اختيرت من قِبل محطة التلفاز حديثة الانطلاق إم تي في وتقلت استقبالاً حاراً. سببت شعبية الفيديو والانكشاف الذي تلقته الفرقة طفرة جديدة في مبيعات الألبوم، الذي بيعت منه بالتالي أكثر من مليوني نسخة. أُصدرت الأغنية في المكسيك باسم «ييفارلو إن لا ديسيلوسيون» (بالإسبانية: Llevarlo en la Desilusión)‏ و«يو أو مي فينو» (بالإسبانية: Yo y mi Vino)‏ («مي آند ماي واين»)، مظهرة الغلاف الفني للأغنية المنفردة «تو ليت فور لاف».
أُعيد إصدار هاي 'ن' دراي في مايو 1984 بأغنيتين جديدتين، إحداهما كانت ريمكس مثقل بالسنثسيزر من «برينغين أون ذا هارتبريك». مع ظهور فيل كولين عازفاً للإيتار، أُصدر الريمكس كأغنية منفردة مع فيديو مصور حديثاً وبلغت ذروتها في المرتبة 61 على لائحة بيلبورد هوت 100 الأمريكية. أُضيفت النسخة الأصلية من الأغنية لاحقاً إلى ثلاثة من ألبومات الفرقة التجميعية: فاولت: ديف ليبارد غريتست هيتس (1980-1995) (1995)، وبيست أوف ديف ليبارد (2004)، وروك أوف إيجز: ذا ديفينيتف كوليكشن (2005). الألبوم التجميعي الأخير ينتهي بالمقطوعة الموسيقية «سويتش 625»، كما هو الحال في هاي 'ن' دراي. شخص ستيف هيوي من أول ميوزيك الأغنية بأنها «بالاد روك درامي بدون خجل».

### الفيديو الموسيقي
كان الفيديو الموسيقي الأول من إخراج دوغ سميث، وهو تسجيل مباشر لغناء ديف ليبارد للأغنية في مسرح القاعة الملكية في ليفربول، إنجلترا في 22 يوليو 1981. صُوِّرت الأغنية في البداية (إلى جانب مقاطع «ليت إت غو» و«هاي 'ن' دراي (ساترداي نايت)») كجزء من مسلسل دون كيرشنير التلفزيوني روك كونسرت للشبكة الأمريكية أيه بي سي. تم تصوير الفيديو الموسيقي الثاني، من إخراج ديفيد ماليت، في فبراير 1984 في مصنع بسكويت جاكوب في ليك، دبلن، إيرلندا. النسخة الأصلية من الفيديو الثاني بوجود الريمكس موجودة فقط على نسخ الفي إتش إس والليزرديسك من إصدار تجميع الفيديوهات للفرقة، هستوريا. استبدلت إصدارات الدي في دي من هستوريا، وكذلك تجميعات الفيديو اللاحقة للفرقة بيست أوف ذا فيديوز وروك أوف إيجز: ذا دي في دي كوليكشن الريمكس بالتسجيل الأصلي لاسطوانة هاي 'ن' دراي الطويلة.

### قائمة الأغاني

#### 7": ميركوري / 818 779-7 (الولايات المتحدة)
1. «برينغين أون ذا هارتبريك» (ريمكس)
2. «مي آند ماي واين» (ريمكس)

### اللوائح
| اللائحة (1984)              | أعلى مركز |
| --------------------------- | --------- |
| بيلبورد هوت 100 الأمريكية 1 | 61        |

1 ريمكس.

## نسخة ماريا كاري

### الخلفية والتأليف
شاركت ماريا كاري في إنتاج تقليدها للأغنية مع راندي جاكسون لألبومها التاسع، تشارمبريسليت (2002). ذكرت كاري أن الأغنية الأصلية واحدة من أغانيها المفضلة أثناء صغرها، وقالت بأن فكرة تحويلها خطرت ببالها أثناء استماعها لألبوم ديف ليبارد فاولت أثناء التقاط الصور للألبوم—«قمت بتشغيل الموسيقى وبدأت بالاستماع إليها، وقلت، 'أتدري؟ بإمكاني القيام بها بطريقتي'،» قالت كاري. عندما سئل عن نسخة كاري المقلدة، قال جو إليوت لـلاس فيغاس سان، «أظن أنها قامت بعمل جيد جداً. كانت الأغنية وفية للترتيب، لكنها لم تُؤد كأغنية روك». مشيراً لغناء كاري الصفيري في النهاية، علق إليوت بأن «جمبازها الصوتي المبهر قرب النهاية... يجعل ميني ريبيرتون تبدو مثل توم وايتس». أُنتجت الأغنية بأسلوب بالاد روك وأبرزت عزف غيتار لروب بيكون. (أبرزت نسخة الأغنية المنفردة أيضاً عزفاً انفرادياً حديث التسجيل ودبلجات غيتارية إضافية من أداء ديف نافارو). كونها واحدة من أغاني كاري القليلة ذات تأثر روك كبير، أُصدرت كالأغنية المنفردة الثالثة من الألبوم في 2003. يمتد مداها الصوتي من سي3 إلى سي7.

### الاستقبال النقدي
تلقت الأغنية المقلدة مراجعات إيجابية معتدلة من قِبل مجموعة من النقاد. وصفت رولينغ ستون الأغنية كـ«أكثر قطعة جذابة [من تشارمبريسليت]... إعادة إنتاج أوركستري وافر بشكل مذهل». أشاد كولين بتقليد كاري كونه «نسخة أصيلة من أغنيتنا». ودافع عنها ضد معجبي ديف ليبارد الناقدين: «أحياناً يفهم المعجبون الفكرة الخطأ. إنها معنا ومن المشرف أنها قامت بذلك. حقاً، هذه هي الطريقة الوحيدة التي تؤدى بها أغانينا». كانت نسخة كاري في المرتبة 24 على قائمة في إتش 1 لـ«أقل لحظات الميتال»—في مقطع كان عنوانه «برينغين أون ذا هيدئيك»— لأن العديد من معجبي وموسيقيي الميتال لم يُعجبوا بالأغنية. في نفس الوقت، وضع مارك إدوارد نيرو من أبوت.كوم الأغنية في المركز الثاني على قائمته لـ«أفضل 5 أغاني آر آند بي/بوب ممزوجة مقلدة» وقال بأن نسخة كاري «متفوقة على الأصلية». عندما سئل عن نسخة كاري المقلدة، قال جو إليوت لـلاس فيغاس سان، «أظن أنها قامت بعمل جيد جداً. كانت الأغنية وفية للترتيب، لكنها لم تُؤد كأغنية روك». مشيراً لغناء كاري الصفيري في النهاية، علق إليوت بأن «جمبازها الصوتي المبهر قرب النهاية... يجعل ميني ريبيرتون تبدو مثل توم وايتس». كانت بيلبورد مستحسنة للأغنية بتسميتها «مفخرة القائمة». راجعت ذا نيويورك تايمز الأغنية مؤيدة لها: «نقطة عالية أخرى هي تقليدها لأغنية ديف ليبارد برينغين أون ذا هارتبريك. تبدأ الأغنية بعزف بطيء على البيانو؛ ثم يقاطع تقدم وتري درامي الكورس، وبعدها بوقت قصير يحول صوت الآنسة كاري الدقيق والمرفرف باور بالاد إلى شيء أكثر رقة». سمى سال سينكيماني من مجلة سلانت الأغنية «جريئة» وامتدح «الكمية المفاجئة من العزف الموسيقي المباشر للأغنية، والذي يشارك بحس دفء عام كان مفقوداً من أعمال كاري الأخيرة». أشار ريتش جوزوياك من ستايلوس إلى نسخة كاري من الأغنية بأنها «ملحمية».باستثناء أول ميوزيك التي أعطت آراء مختلطة، صرحت بأنها أفضل أغاني كاري من الألبوم لكنها نوهت إلى أنها «لم تكن مقلدة بتلك الجودة».

### الأداء على اللوائح
مثل الأداء التجاري لـ«بوي (آي نيد يو)»، الأغنية المنفردة الثانية من الألبوم، فشلت «برينغين أون ذا هارتبريك» في دخول بيلبورد هوت 100، أو لائحة ببلنغ تحت الهوت 100 الأغاني المنفردة لأنها كانت أغنية منفردة على البث الهوائي فقط. وصلت الأغنية للمرتبة 40 في سويسرا، لكنها بلغت ذروتها خارج أفضل 40 أغنية في النمسا. أنتج كل من جونيور فاسكيز، ومايك ريتزو، ورواني ريمكسات نوادي للأغنية، والتي تلقت إصداراً أوسع على الأغاني المنفردة الترويجية من الأغاني المنفردة التجارية وعُرضت في نوادٍ ليلية حول العالم—وصلت الأغنية لأفضل 5 أغان على لائحة بيلبورد لهوت دانس كلاب بلاي.

### الترويج
صُوِّر فيديو الأغنية، الموضوع لدي جي جامين ريمكس، في لوس أنجلوس في 8 مارس 2003 من إخراج سناء حمري، ويبرز ظهور كاميو لراندي جاكسون، وديف نافارو، وإيفان ماريوت (كطيار/حارس شخصية لطائرة مروحية) وعارضة الأزياء دامون ويليس. فيديو الأغنية المنفردة مقتبس من فيلم عام 1979 ذا روز، والذي يبرز نجمة روك (تؤدي دورها بيت ميدلر) تعاني في البحث عن السعادة مع نمط حياة الـ«روك أند رول» إلى حفلتها الموسيقية النهائية رفيعة المستوى.
في 7 ديسمبر 2002، غنت كاري الأغنية مع «ثرو ذا راين» و«ماي أول» أمام جمهور من 50,000 متفرج في الحفلة الموسيقية الختامية لتيليتون، والتي حدثت في ملعب أزتيكا في المكسيك. مع الإعلان عنها كـ«نجمة» الحفلة، غنت كاري الأغنية بفستان أسود. في حين أنها لم تقم بجذب الجمهور أثناء «ثرو ذا راين» و«ماي أول»، نُظِر إلى غنائها لـ«برينغين أون ذا هارتبريك» كمنارة أدائها.

### الصيغ وقائمة الأغاني

#### سي دي الأغنية المنفردة الأوروبي
1. «برينغين أون ذا هارتبريك» (نسخة التيار السائد)
2. «ميس يو» (بحضور جاداكيس)

#### سي دي الماكسي-الأغنية المنفردة الأوروبي
1. «برينغين أون ذا هارتبريك» (نسخة التيار السائد)
2. «ميس يو» (بحضور جاداكيس)
3. «برينغين أون ذا هارتبريك» (مباشر)
4. «برينغين أون ذا هارتبريك» (فيديو)

### اللوائح
| اللائحة (2003)                   | أعلى مركز |
| -------------------------------- | --------- |
| Austria (أو3 النمسا توب 40)      | 55        |
| Belgium (أولتراتوب Flanders)     | 11        |
| Belgium (أولتراتوب Wallonia)     | 40        |
| Switzerland (Media Control AG)   | 28        |
| US أغاني أندية الرقص (Billboard) | 5         |